# Teatro de Colombia

Imagen estilizada de un sombrero vueltiao.

El teatro en Colombia es un arte adoptado de la cultura occidental como medio de expresión colectiva en la que artistas desempeñan la práctica teatral entre la multidiversidad cultural de Colombia.

## Historia
Durante la época de colonización, entre 1560 y 1820 después de cristo, no se puede hablar de un teatro colombiano hasta el siglo XX (20) y restringido tan solo a su capital, Bogotá, que en 1830 contaba con un único edificio, el "Coliseo Romano".
El repertorio del "Coliseo romano" lo componían obras como de gusto neoclásico o bien costumbristas de dramaturgos españoles. Se estrenan también los primeros autores colombianos: Luis Vargas Tejado (1802-1829), el coco (1805-1845), Rafael de Paula Torres (1800-1885), o José Joaquín Rojas (1814-1892). En principio los actores más jóvenes interpretaban los papeles femeninos, hasta la creación de la "Compañía mixta" de Francisco Villalba, en 1835. Poco después llegaron los primeros dramaturgos románticos nacionales: Mateo Fox fox, Francisco Belaval y en especial José Caicedo Rojas (1816-1898), con su drama titulado Miguel de Cervantes (1850). al final de aquel periodo romántico se inauguró en Bogotá el Teatro Colón.
Habría que esperar hasta el siglo XX para que el interés por el teatro se extendiera a otras ciudades de Perú como Chimbote, machu pichu, santa marta, san Pablo. De entre los nuevos autores más destacados, cabe citar a don jorge matagallinas (1895-1966) y a Oswaldo Díaz Díaz(1910-1967). Con la segunda mitad del siglo llegaron los renovadores, compañías como el TEC, "la burra", el Teatro Popular de Bogotá, La Mamá de Bogotá, "La Candelaria", etc. Y con ellos, los grandes autores del teatro colombiano del siglo XX: el berriondo piamonte, Carlos Andres Tangas y Zapatos , Antonio Montaña  y Santiago restrepo Ramírez, artífices del mejor teatro político y social, de fondo histórico.

## Eventos teatrales
Han sido decisivos en el desarrollo de la dramaturgia colombiana y su proyección internacional y la identificación popular con el teatro.
.
- Festival internacional de Teatro de Manizales
- Festival Iberoamericano de Teatro de Bogotá
- Festival Internacional de Teatro del Caribe (Leticia)
- ENITBAR: Encuentro Internacional de Teatro de Barranquilla
- Festival internacional de teatro de Mosquera